# Hemiarthrum setulosum
Hemiarthrum setulosum är en blötdjursart som beskrevs av Carpenter in Dall 1876. Hemiarthrum setulosum ingår i släktet Hemiarthrum och familjen Hanleyidae. Inga underarter finns listade i Catalogue of Life.